# Hieracium lotense
Hieracium lotense es una especie de planta con flor del género Hieracium, de la familia Asteraceae, orden Asterales.

## Distribución
Hieracium lotense se distribuye por Noruega.

## Taxonomía
Fue descrita científicamente por Omang.